# Ture Nerman
Ture Nerman (Norrköping, 18 de mayo de 1886 - Kungsholm, 7 de octubre de 1969) fue un socialista sueco. Como periodista y escritor, fue un conocido activista político en su época. También escribió poemas y canciones.

## Obras
- Folkhatet (1918) – un estudio sobre la Primera Guerra Mundial.

- Mänskligheten på marsch – una perspectiva marxista de la historia de la humanidad.

- Kommunisterna: från Komintern till Kominform - (Comunistas: de la Comintern a la Cominform) una visión crítica de la evolución del comunismo internacional desde Lenin hasta Stalin (1949).

- Nerman Ture escribió un libro biográfico sobre Joe Hill, sindicalista y cantante popular. Ture Nerman también tradujo la mayor parte de las canciones de Joe Hill al sueco.

- También escribió una biografía sobre Cyrano de Bergerac en 1919.

- Los tres tomos de la autobiografía de Ture Nerman se llaman Allt var ungt (Todo era joven), Allt var rött (Todo era rojo) y Trots allt! (¡A pesar de todo!).

- Nerman escribió un libro sobre su viaje a los Estados Unidos, llamado I vilda västern (En el lejano Oeste) y un libro sobre sus viajes a la Rusia revolucionaria llamado I vilda östern (En el lejano Este). También escribió un libro sobre algunos de sus otros viajes, incluyendo Alemania y Zimmerwald, llamado Roda Resor (Viajes rojos).

- Nerman escribió varios libros de poesía. La mayoría incluían poemas de amor o políticamente revolucionarios, y algunas veces el amor y la política combinados, Mostly love poems or political revolutionary ones, and sometimes love and politics combined, como en Den vackraste visan om kärleken (La más hermosa canción de amor), sobre un soldado que muere en la guerra. También escribió canciones, incluso para la estrella sueca Ernst Rolf. Nerman también trabajó en estrecha colaboración con Karl Gerhard en la década de 1930.

- Nerman tradujo mucha literatura marxista del alemán al sueco, especialmente de Franz Mehring.

- Datos: Q538109
- Multimedia: Ture Nerman / Q538109